# Brodî, Ratne
Brodî (în ucraineană Броди) este un sat în comuna Hirnîkî din raionul Ratne, regiunea Volînia, Ucraina.

## Demografie
Componența lingvistică a localității Brodî
     Ucraineană (99,76%)
     Alte limbi (0,24%)
Conform recensământului din 2001, majoritatea populației localității Brodî era vorbitoare de ucraineană (99,76%), existând în minoritate și vorbitori de alte limbi.